# Казерта, Раффаэлло
Раффаэлло Казерта (итал. Raffaello Caserta; род. 15 августа 1972, Неаполь) — итальянский фехтовальщик-саблист, выступавший за национальную сборную Италии по фехтованию на всём протяжении 1990-х годов. Бронзовый призёр летних Олимпийских игр в Атланте, чемпион мира, двукратный чемпион Европы.

## Биография
Раффаэлло Казерта родился 15 августа 1972 года в Неаполе, Италия. Проходил подготовку в спортивном центре карабинеров во время службы в армии, тренировался под руководством известного фехтовальщика Фердинандо Мегльо.
Первого серьёзного успеха на международной арене добился в сезоне 1992 года, когда вошёл в основной состав итальянской национальной сборной и побывал на чемпионате Европы в Лиссабоне, откуда привёз награду золотого достоинства, выигранную в личном первенстве саблистов.
В 1993 году стал серебряным призёром в командной сабле на чемпионате мира в Эссене, уступив только команде из Венгрии.
На европейском первенстве 1994 года в Кракове получил серебро в личном зачёте, проиграв в финале россиянину Станиславу Позднякову.
В 1995 году одержал победу в личном зачёте на чемпионате Европы в Кестхее и в командном зачёте на чемпионате мира Гааге.
Благодаря череде удачных выступлений удостоился права защищать честь страны на летних Олимпийских играх 1996 года в Атланте — в индивидуальной программе занял лишь 19 место, тогда как в команде совместно с Луиджи Тарантино и Тони Теренци завоевал бронзу.
В 1998 году в командном зачёте выиграл серебряную медаль на европейском первенстве в Пловдиве, тогда как в личном зачёте стал серебряным призёром мирового первенства в Ла-Шо-де-Фон.
Завоевал бронзовую медаль в командной сабле на домашнем чемпионате мира 1999 года в Больцано.
Находясь в числе лидеров фехтовальной сборной Италии, Казерта благополучно прошёл отбор на Олимпийские игры 2000 года в Сиднее — в индивидуальной программе расположился на 19 строке, в то время как в командах стал на сей раз восьмым.